# Roscherita
La roscherita és un mineral de la classe dels fosfats, que pertany i dona nom al grup de la roscherita. Rep el nom en honor del senyor Woldemar Roscher [1866-1934], farmacèutic i col·leccionista de minerals d'Ehrenfriedersdorf, Saxònia, Alemanya. Redefinida com a mineral amb beril·li el 1958 per Marie Louise Lindberg.

## Característiques
La roscherita és un fosfat de fórmula química Ca₂Mn²⁺₅Be₄(PO₄)₆(OH)₄(H₂O)₆. Cristal·litza en el sistema monoclínic. La seva duresa a l'escala de Mohs és 4,5.
Segons la classificació de Nickel-Strunz, la roscherita pertany a «08.DA: Fosfats, etc, amb cations petits (i ocasionalment, grans)» juntament amb els següents minerals: bearsita, moraesita, zanazziïta, greifensteinita, atencioïta, ruifrancoïta, guimarãesita, footemineïta, uralolita, weinebeneïta, tiptopita, veszelyita, kipushita, philipsburgita, spencerita, glucina i ianbruceïta.

## Formació i jaciments
Va ser descoberta a Greifenstein Rocks, a la localitat d'Ehrenfriedersdorf, al districte d'Erzgebirge (Saxònia, Alemanya). També ha estat descrita en altres indrets a la mateixa Saxònia, i a Àustria, Bulgària, Itàlia, Portugal, Anglaterra, els Estats Units i el Brasil.